# Phare du Cap-de-la-Madeleine
Le phare du Cap-de-la-Madeleine est une station d'aide à la navigation du fleuve Saint-Laurent située à Sainte-Madeleine-de-la-Rivière-Madeleine dans la Gaspésie–Îles-de-la-Madeleine au Québec (Canada). Le phare a été désigné comme phare patrimonial en 2016.
Le premier phare en bois est allumé en 1871. C'est en 1908 que le phare actuel, construit en béton armé est allumé. Il devient un édifice fédéral du patrimoine reconnu en 1988 et il est éteint au début du XXIe siècle. En 2016 il bénéficie du statut de phare patrimonial.

## Situation terrestre et maritime
Établi à environ 27 mètres au-dessus du niveau de la mer, le phare du Cap-de-la-Madeleine est situé sur une pointe bordée au sud par le barachois de la rivière Madeleine. Il est baigné au nord par les eaux de la zone indéfinissable entre l'estuaire et le golfe du Saint-Laurent.

Situation du phare
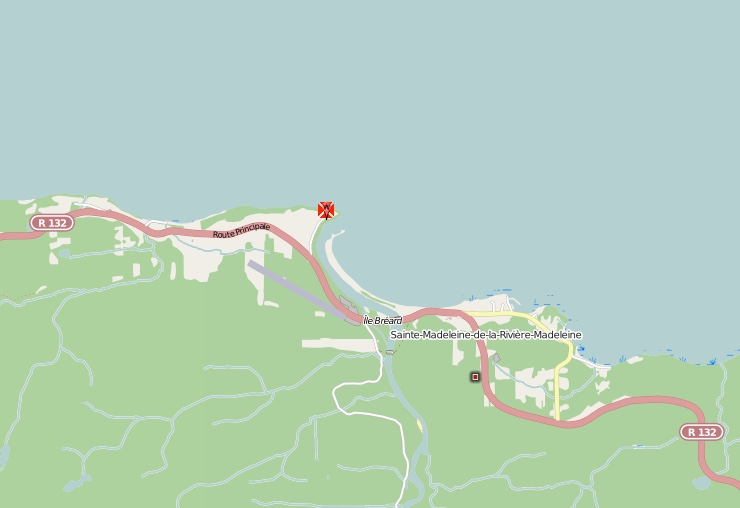
Carte de situation.
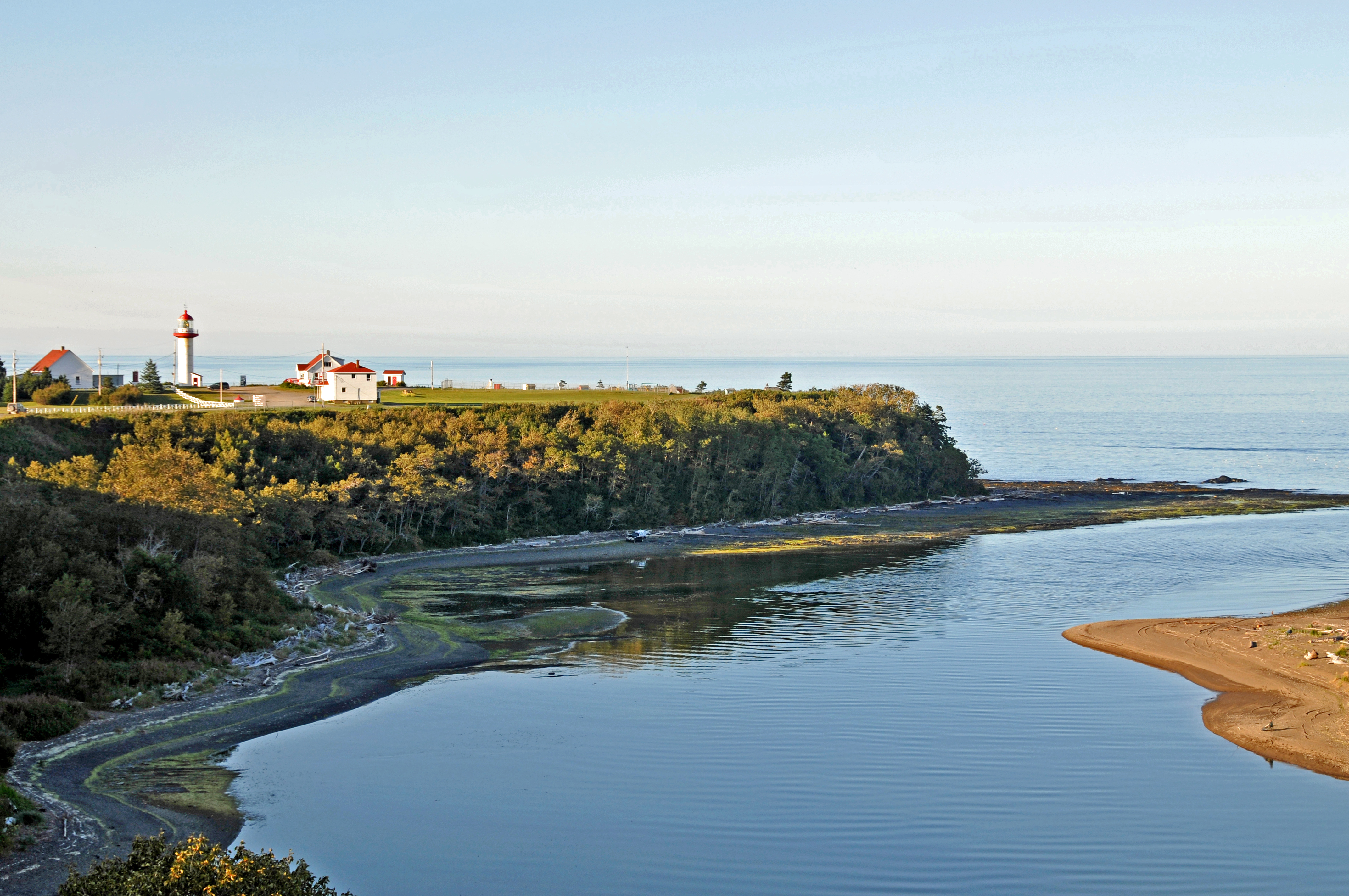
Le phare sur le cap.

## Histoire

### Premier phare (1871-1908)
La décision d'établir un phare est prise en 1868, afin de renforcer la visibilité d'un cap, présentant le caractère d'un repère remarquable, utilisé depuis longtemps par les bateaux pour préciser leur position avant d'entrer dans la partie la moins large de l'estuaire du Saint-Laurent.
Le chantier est prévu pour s'achever en 1870, mais le bateau à voile qui transporte les éléments nécessaires à la construction fait naufrage dans un coup de vent. Avec retard, le chantier est ouvert et le phare est construit en bois sous la responsabilité de John A. Cameron. Il est constitué d'une tour, avec une base hexagonale de 5 m de large, surmontée d'une plateforme supportant la lanterne. L'ensemble, du sol à la girouette, située au-dessus de la lanterne, mesure 16,5 m de haut. La lanterne, et son système optique catoptrique rotatif à deux faces, est fournie par E. Chanteloup de Montréal. Chacune est équipée de réflecteurs, en cuivre argenté, et de deux bruleurs circulaires à mèche. Ce système produit un éclat blanc suivi d'un éclat rouge, avec un espace de deux minutes entre chaque éclat,

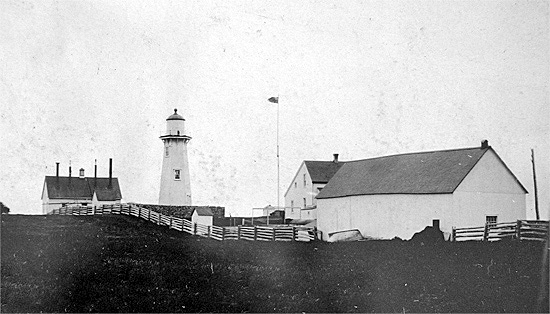
Le phare et ses dépendances en 1905.

Le site est complété avec une maison d'habitation pour le gardien, Philippe Savage, qui est payé 300 $ par an, et deux bâtiments de stockage dont un pour le combustible nécessaire à l'éclairage. Les ouvrages sont peints en blanc avec leurs toitures en rouge. Le coût total de l'installation est de 6 170 $. Le phare est allumé le 21 août 1871.
Dans les années qui suivent plusieurs améliorations ou compléments d'équipement sont réalisés. En 1874, la tour est haubanée sur quatre hauteurs pour la stabiliser lors des périodes de vent fort. En 1879, un sémaphore est ajouté pour la communication avec les navires par signaux de pavillons. En 1881, une bande noire est peinte sur façade de la tour, visible de la mer, afin de faciliter l'identification du phare par les navires. En 1887-88, c'est le logement des gardiens qui est agrandi. En 1892, l'administration de la Marine construit un bâtiment, peint en blanc avec un toit brun, et y installe un système sonore pour les périodes de brume. Le dispositif est opérationnel le 24 septembre 1892, le son produit est d'une durée de huit secondes toutes les trente secondes, autant de fois que nécessaire.

### Second phare (1908-2000)

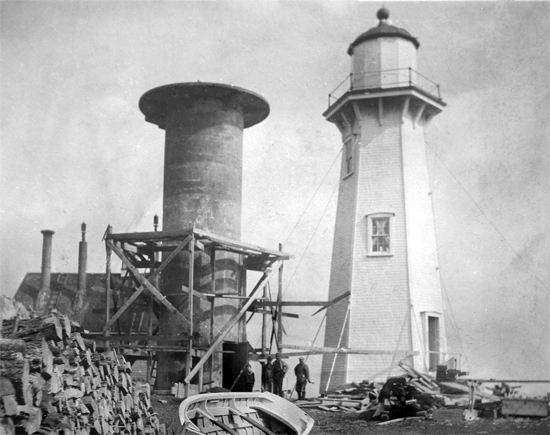
En 1907, construction du nouveau phare à côté de l'ancien.

Au début du XXe siècle, le gouvernement fédéral décide d'améliorer son parc de phares et la sécurité en remplaçant les anciens édifices en bois par des constructions en béton armé équipés d'optiques plus performants. Le chantier du nouveau phare, confié à une entreprise de Montréal, la Steel Concrete Company, débute en 1906. La nouvelle tour est édifiée à côté de l'ancienne. 
C'est une tour ronde de 3,5 m de diamètre et haute de 16,8 m ce qui place son plan focal (hauteur du feu par rapport au niveau de la mer) à 44,5 m. La lanterne, fournie par la société Barbier, Bénard et Turenne, est équipée d'une lentille de Fresnel, avec un bruleur à vapeur de pétrole. À la base de la tour un petit appentis couvre l'entrée. À proximité est construit un bâtiment annexe pour y installer le système sonore fourni par la société Canadian Fog Signal Company de Toronto. Ce nouveau phare est allumé en 1908, son feu est de trois éclats blancs courts avec une période de trente secondes, une toile occulte sa vision vers la terre. Le diaphone, mis en service en même temps, a un cycle de : un son de trois secondes, un silence d'une seconde, un son de trois secondes, et un silence de cinquante secondes,.
En 1956 l'ancienne habitation du gardien est détruite et remplacée par une maison pour le gardien et une autre plus petite pour son assistant et le phare est électrifié en 1957.
L'automatisation du phare a lieu vers 1987, année du départ de Jean-François Caron, le dernier gardien du phare,.
Le phare est éteint au début du XXIe siècle, sans doute en 2000.

### Les gardiens (1871-1987)
Pendant plus de cent ans les gardiens du phare ont été indissociables de la bonne marche des installations et de la sécurité maritime. Sur ce site se sont succédé : Philippe Savage (1871-1875), Gualbert Lavergne (1875-1886), François-Joseph Sasseville d'abord assistant du précédent puis gardien (1886-1923), Charlotte Léda Sasseville (1923-1924), Joseph Baptiste Caron (1924-1956), Raymond Caron (1956), Rémi Ferguson (1956-1965) et Jean-François Caron (1965-1987),.

## Patrimoine
Le 26 mai 1988, dans le cadre de la politique du Conseil du Trésor sur la gestion des biens immobiliers, le phare, construit en 1906, est « reconnu » Édifice fédéral du patrimoine. L'édifice qui dépend du ministère Pêches et Océans Canada, doit ce statut à son importance historique, sa valeur architecturale et son intérêt environnemental du fait qu'élément visible de loin sur terre et en mer il renforce le caractère maritime de son environnement,.
Il est désigné comme phare patrimonial par la Commission des lieux et monuments historiques du Canada le 14 juin 2016.

Le phare et sa lanterne en 2010
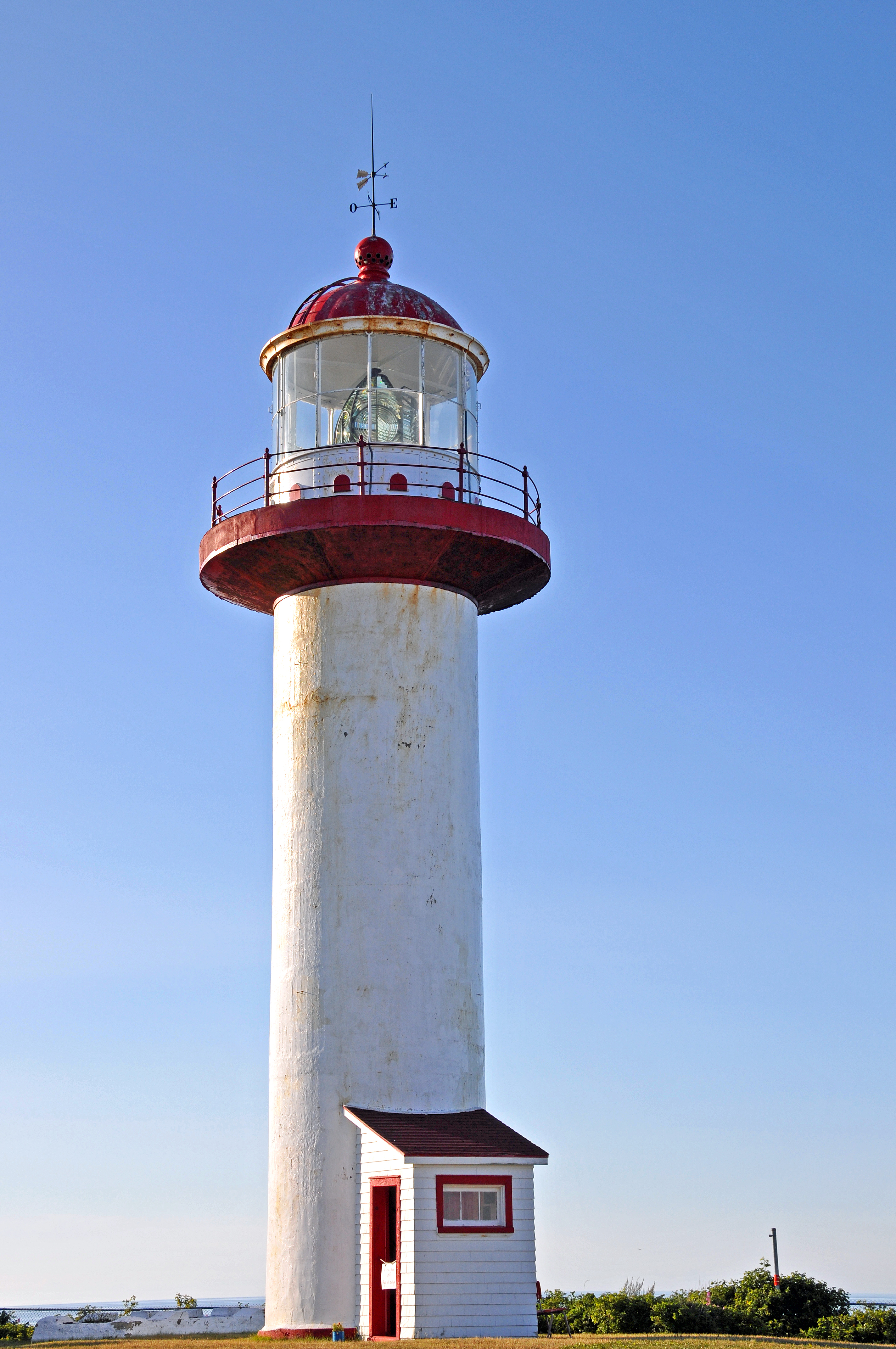
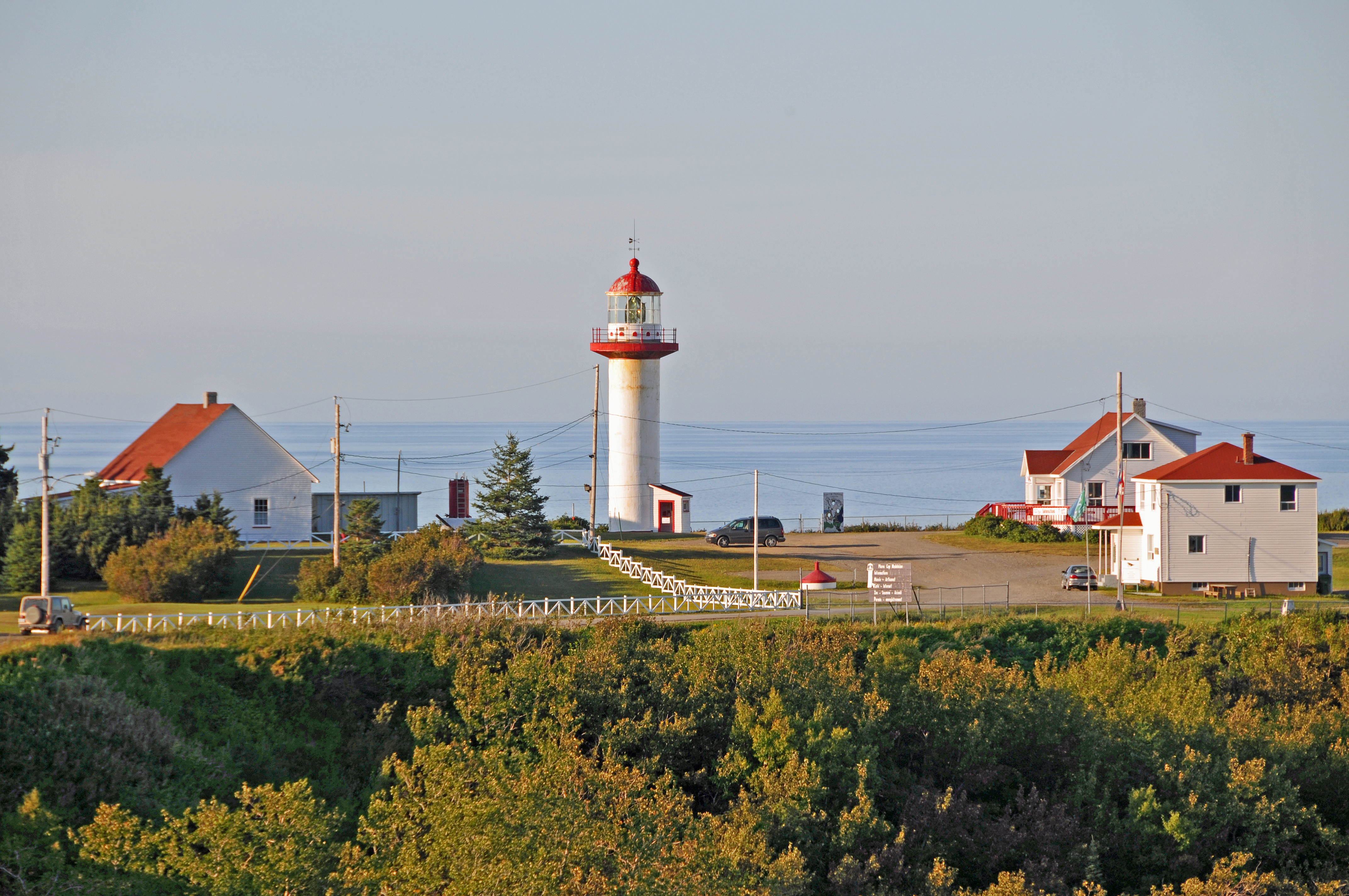
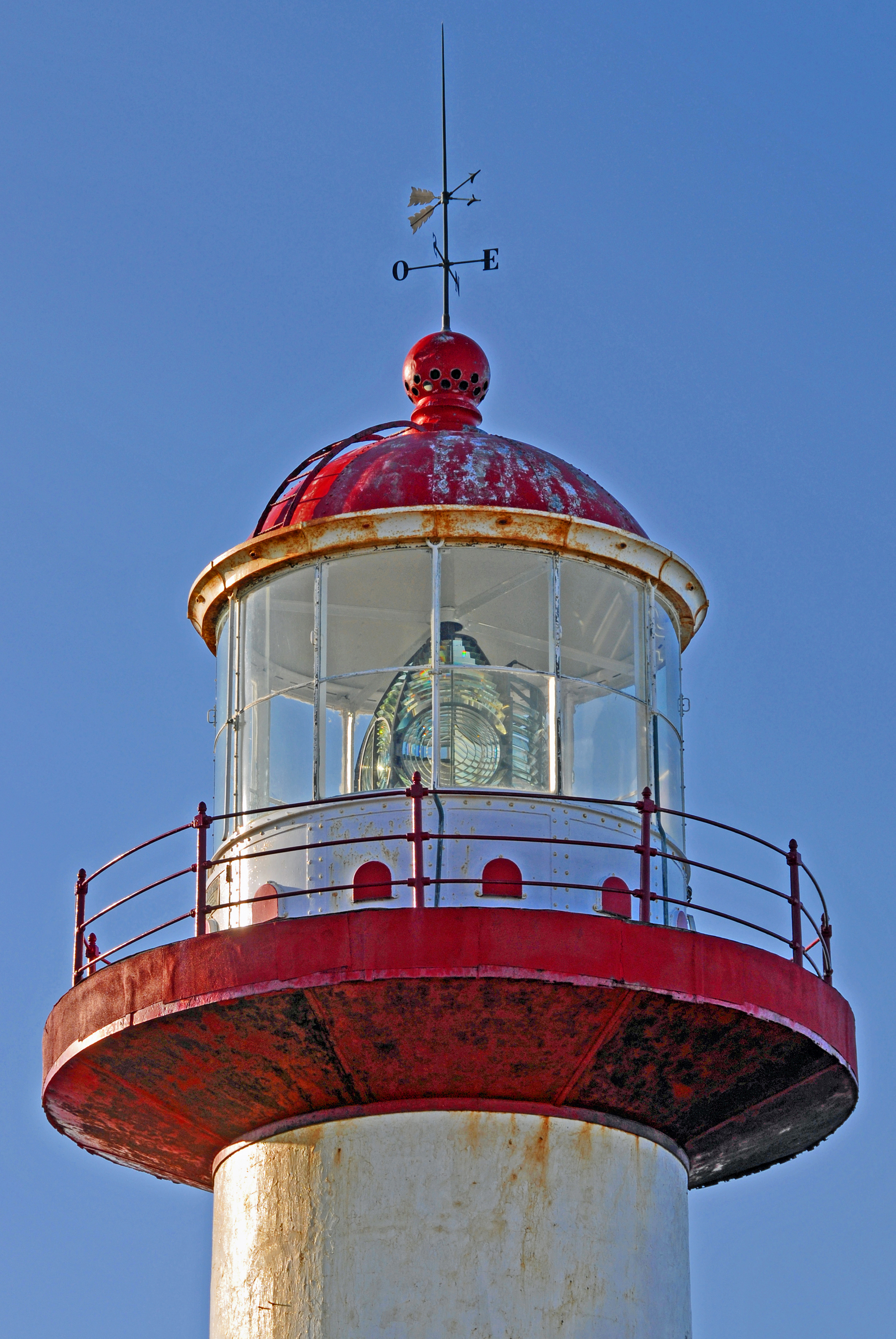